# Contingut generat pels estudiants
Continguts generats pels estudiants són tots aquells materials creats en diversos formats (audiovisual, àudios i podcast, text, esquemes, infografies, presentacions, etc.), que han estat creats per alumnes sota una situació d'aprenentatge.

## Definició
El concepte és similar a la creació de contingut generat per usuaris. La diferència es troba en el fet que els participants i creadors dels materials són dins d'un procés de formació i, per tant, hi ha la figura d'un professor/a que guia i verifica els continguts que es creen.
Els continguts creats poden ser oberts a tothom o dins d'entorns tancats, en els quals els usuaris que poden accedir-hi són únicament els que el docent considera oportú.
Per establir els entorns on es produeix l'activitat educativa, podem distingir entre:
- Entorns Virtuals d'Ensenyament- Aprenentatge (EVA): és l'espai on s'agrupen les diverses eines i serveis per a l'aprenentatge i on interaccionen els educadors i discents.
- Entorns de comunicació asíncrona o síncrona i eines de comunicació utilitzades per a reforçar l'aprenentatge entre docents i alumnes.
El temps lectiu és un factor clau a l'hora d'avançar en el procés d'aprenentatge, i aquest s'utilitza per dinamitzar la participació dels estudiants amb preguntes, discussions i activitats que fomenten l'exploració, estructuració i relació d'idees.
L'avaluació dels continguts projectats es du a terme per part pel professor, pels mateixos alumnes (autoavaluació i coavaluació) i, en alguns casos, per experts externs. Aquest procés aporta un punt de control i verificació de la informació que s'exposa. Els continguts i elements creats, poden ser oberts per a tothom i dins d'entorns tancats, en els quals els usuaris que poden accedir-hi són únicament els participants al projecte de formació en concret.
És una manera d'aprendre activa, una estratègia centrada en l'aprenentatge a través d'una experiència de col·laboració i reflexió individual de forma permanent. Promou en els estudiants habilitats de cerca, anàlisi i síntesi d'informació, així com l'adaptació activa a la resolució de problemes. A més, es tracta d'un procés d'aprenentatge motivador, ja que l'estudiant aprèn mitjançant la producció de tasques autèntiques, sobre temes que poden ser del seu interès i amb eines tecnològiques, com per exemple, un videotutorial sobre una recepta de cuina o una infografia amb consells per a la protecció del medi ambient.
Aquesta manera d'ensenyar, aprendre fent, forma part dels mètodes de la teoria de l'aprenentatge del constructivisme. Implica l'alumne a participar activament en "fer" i, per tant, l'obliga a aprendre per poder assolir l'objectiu del treball.
Per tal d'introduir nous coneixements, s'ha de partir dels coneixements previs de l'alumnat i, conèixer allò que és capaç de fer el discent per sí sol i allò que pot aprendre amb la interacció amb els seus iguals. Això és el que segons Vigotsky, anomenem la zona de desenvolupament pròxim (ZDP), és a dir, la distància entre allò que pot fer sol i allò que pot fer amb ajuda.
El procés de construcció del nou aprenentatge, en relació amb el que ja sap, facilita l'adquisició d'un aprenentatge molt més significatiu, per tant, exigeix una activitat mental constructiva per establir aquestes relacions i, aconseguir l'èxit educatiu.
Aquest fet facilita la flipped classroom o classe invertida, en la qual s'aconsegueix una major implicació de l'alumnat amb el seu propi procés d'aprenentatge. Aquesta metodologia focalitza l'atenció en l'estudiant i el converteix en l'agent principal del seu aprenentatge.
L'alumnat comença a crear els seus propis continguts i genera un clima col·laboratiu que fomenta amb major impacte, l'atenció a la diversitat. La introducció d'aquesta metodologia, facilita la incorporació de les famílies i la comunitat d'aprenentatge en el procés educatiu, a més a més, coneixen l'evolució dels fills en tot moment.
Amb l'ús de les TIC (Tecnologies de la Informació i la Comunicació), els i les estudiants passen a ser productors actius de la xarxa, en comptes de simples consumidors de contingut, desenvolupant així la seva competència digital.

## Pautes a l'hora de generar continguts
L'aparició de la web 2.0 ha ocasionat un notori avanç dintre de les aules d'estudiants, produint així un major potencial i generant una constant eficiència pedagògica. Per aconseguir aquesta millora cal que seguim uns passos:
- Consumir (utilitzar, practicar i descarregar): utilitza continguts d'altres autors, ja sigui per llegir, visualitzar, escoltar o descarregar informació necessària per a la creació de continguts.
- Col·laborar (cooperar, contactar, contribuir): generar peces no molt extenses de contingut amb l'aportació d'idees de la resta de l'equip.
- Produir (crear, generar, compartir): crear contingut de forma autònoma, és a dir, fer el seu propi blog, canal de YouTube...

## Rol del professor
El professor és un guia i acompanya els alumnes durant la generació dels continguts. Es poden definir els següents rols:
- Organitza i gestiona els elements educatius que formen part de la formació.
- Realitza el seguiment dels alumnes oferint un feedback i suport continuat.
- Orienta i dona resposta a les necessitats educatives dels seus alumnes en el procés de creació dels continguts.
- Crea una interacció en el procés d'ensenyament-aprenentatge per a establir una bona comunicació amb els alumnes. Es poden fer ús de blogs, fòrums o espai de debat.
- Avalua de forma constructiva el procés de generació de continguts dels alumnes.
- Col·labora en l'oferiment de recursos digitals i educatius.
- Reconeix les possibilitats tecnopedagògiques dels recursos digitals immersos en l'acció formativa.
- Investiga estratègies formatives per potenciar l'autonomia i la iniciativa dels alumnes per crear continguts.

## Rol de l'alumne
El rol de l'alumne en la creació de continguts és participatiu i actiu, treballant amb autonomia les seves capacitats creatives i les habilitats en l'ús de les noves tecnologies. Així com, desenvolupa i gestiona el mateix procés per a la construcció de l'aprenentatge.
Cal anomenar que l'alumne pot assumir els següents rols:
- Crea i planifica els continguts segons els objectius establerts a l'acció formativa.

- Gestiona el procés de creació dels continguts per a la seva adequació.
- Aplica els coneixements i les estratègies tecnopedagògiques per generar experiències educatives en la creació de continguts.
- Comunica i genera canals comunicatius entre iguals i amb el docent.
- Valora i avalua la tasca desenvolupada per a l'adequació dels resultats.
- Coopera  aportant els coneixements mitjançant l'ús intensiu de les noves tecnologies i entorns virtuals d'aprenentatge.
- Recerca informació fiable i contrastada en bases de dades, fonts primàries i secundàries d'informació, recursos i materials, amb l'objectiu d'enriquir el procés de creació dels continguts.
- Potencia el treball d'habilitats, el sentit de la iniciativa i l'augment de la motivació.

## Punts forts i punts febles del mètode
En tot procés o mètode d'ensenyament-aprenentatge, sorgeixen inconvenients o imprevistos, que potser d'entrada no es coneixen, però a mesura que es van treballant s'hi van millorant o adaptant a cadascuna de les situacions. Tanmateix, també apareixen avantatges molt profitosos i, que per tant, ens ajuden i ens propicien a continuar treballant mitjançant aquest mètode. Així doncs, a l'hora de treballar mitjançant els continguts generats pels estudiants també ens trobem en diverses situacions, les que ens empenten a tirar endavant i, les que hem de dur a terme diversos canvis per millorar el procés.

### Punts forts
El desenvolupament d'una metodologia didàctica centrada en la generació de continguts per part dels alumnes provoca, segons Elena Sánchez Nielsen, un canvi d'actitud en els estudiants, que s'observa en els aspectes següents:
- Major percepció per part dels alumnes de la importància de l'avaluació.
- L'avaluació dels estudiants i del professor coincideixen sovint.
- Participació activa de l'alumne.
- Aprenentatge continu per part dels estudiants a causa de l'actitud activa i participativa.
- Aprenentatge autònom i participatiu.
- Compliment més alt de les dates de lliurament.
- Alts nivells d'èxit i eficiència.
- Possibilita un treball individual i també en grup.
- Orienta l'aprenentatge a través d'entorns d'aprenentatge.
- Promou un aprenentatge a través dels errors. (El feedback immediat)
- Mantenen una contínua activitat intel·lectual.
- Permet treballar de manera asincrònica.
- Fomenta la creativitat, l'esperit crític i la iniciativa personal.[18]

### Punts febles
Per contra, a l'hora de generar continguts per part de l'alumnat encontrem alguns problemes o inconvenients, els quals són:
- L'excessiva quantitat de dades genera una saturació o intoxicació informacional que porta a tenir una visió confusa sobre la realitat, i que s'ha anomenat infoxicació.
- El temps de dedicació és molt variable segons els coneixements previs dels estudiants i la seva predisposició natural vers la informàtica.
- Els drets d'autor són un altre aspecte que s'haurà de tenir en compte, atès que s'han presentat alguns problemes legals entre alguns organismes educatius, editors i autors.
. Per evitar-ho, es poden utilitzar materials de domini públic (amb llicència Creative Commons)
- La interacció lliure per part de l'alumnat sovint provoca aprenentatges incomplets.
- La contínua interacció cap a l'ordinador pot provocar ansietat als estudiants.
- Addicció i distracció a altres eines tecnològiques no educatives, per tant, el professorat ha d'estar molt pendent.

## Eines per a la generació de continguts per part dels alumnes
Les TIC tenen un paper fonamental en aquest tipus de metodologia, ja que promouen el treball col·laboratiu i permeten treballar en un mateix document de forma asincrònica.
Actualment els usuaris disposen d'una gran quantitat d'eines per col·laborar en la creació de continguts de diferents tipus, sense necessitat de fer cap instal·lació ni limitacions pel sistema operatiu que utilitzin. Algunes de les utilitats que es poden trobar en línia i de manera gratuïta serveixen:
- Per crear comptes de correu electrònic (com Gmail o outlook)

- Crear i compartir documents o vídeos (com Google Drive, Youtube)
- Produir i editar textos (com Wordpress, linkedlin, twitter),
- Crear continguts d'altres tipologies com animacions, infografies o presentacions (Quizizz, Nearpod, Canvas, Padlet, Stormboard)